# Ludwig zu Solms-Hohensolms-Lich

Ludwig zu Solms-Hohensolms-Lich

Ludwig Fürst zu Solms-Hohensolms-Lich (* 24. Januar 1805 in Lich; † 29. Februar 1880 ebenda) war ein deutscher Standesherr aus dem Hause Solms und Politiker im Großherzogtum Hessen und in Preußen.

## Leben
Ludwig wurde als zweites von vier Kindern des Fürsten Carl Ludwig August zu Solms-Hohensolms-Lich (1762–1807) und der Henriette Sophie, geborene Gräfin zu Bentheim und Steinfurt (1777–1851) in Lich geboren. Nach dem frühen Tod seines Vaters und seines Bruders Carl (1803–1824) übernahm er  zunächst unter Vormundschaft seiner Mutter – das Amt des Fürsten zu Solms-Hohensolms-Lich.
Solms besuchte das Gymnasium in Gotha. Danach studierte er Rechtswissenschaften in Göttingen und Heidelberg. Ab 1824 war er regierender Fürst der Standesherrschaft Solms-Hohensolms-Lich. Seine Besitzungen lagen sowohl auf preußischem wie hessischem Territorium.
Am 10. Mai 1829 heiratete Ludwig in Isenburg Prinzessin Marie zu Isenburg-Büdingen (1808–1872), Tochter des Fürsten Ernst Casimir I. zu Isenburg-Büdingen (1781–1852) und der Ferdinande Marie, geborene Gräfin zu Erbach-Schönberg (1784–1848). Die Ehe der beiden blieb kinderlos.
Als hessischer Untertan war er Mitglied der ersten Kammer der Landstände des Großherzogtums Hessen. Mit Heinrich von Gagern lieferte er sich heftige parlamentarische Auseinandersetzungen. Solms lehnte zwar den Absolutismus ab, kritisierte aber auch die moderne Repräsentativverfassung und sprach sich für eine Erneuerung ständischer Strukturen aus. In diesem Sinne verfasste er seine Schrift: „Deutschland und seine Repräsentativ-Verfassungen“ (1837). Obwohl er 1835 Vizepräsident des hessischen Landtages war, schienen ihm seine Einflussmöglichkeiten als zu gering und er konzentrierte sich auf die Politik in Preußen.

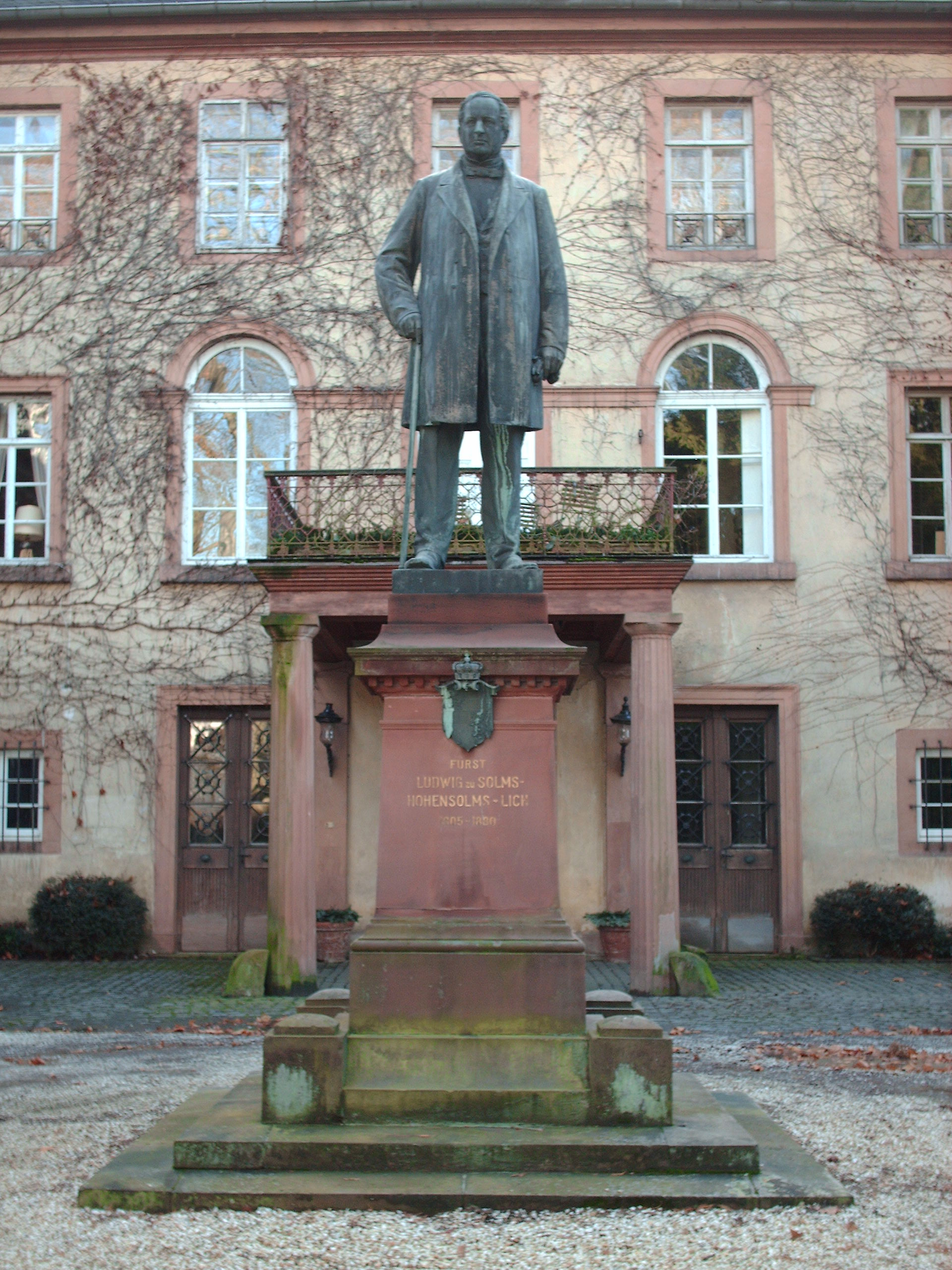
Denkmal für Ludwig zu Solms-Hohensolms-Lich in Lich

So war er von 1837 bis 1845 Mitglied des Provinziallandtages der Rheinprovinz. Dort amtierte er als Landtagsmarschall. Ab 1837 war Solms auch Mitglied des preußischen Staatsrates. Im Jahr 1845 wurde er Mitglied der ständischen Immediatkommission. Er war 1847 Marschall der Herrenkurie des Vereinigten Landtages. Bei gemeinsamen Sitzungen aller Kurien war er Landtagsmarschall. In der Zeit der Revolution von 1848/49 hat die Provisorische Zentralgewalt vergeblich versucht ihn für den Posten eines Gesandten in Konstantinopel zu gewinnen.
Im Jahr 1850 war Solms Mitglied im Staatenhaus des Erfurter Unionsparlaments. Von 1832 bis zur Wahlrechtsreform nach der Märzrevolution 1849 sowie von 1856 bis 1880 war er Mitglied der ersten Kammer der Landstände des Großherzogtums Hessen. Zwischen 1856 und 1861 amtierte er als Präsident der ersten Kammer der Ständeversammlung im Großherzogtum Hessen. Ab 1861 gehörte Solms außerdem dem preußischen Herrenhaus als erbliches Mitglied an. In den Jahren 1867 und 1868 war er Mitglied des norddeutschen Reichstages für die freikonservative Partei.
Solms verfasste neben politischen Schriften auch religiöse Arbeiten. Nach Ludwigs Tod im Jahre 1880 übernahm sein Neffe Hermann Adolf (1838–1899), Sohn seines jüngeren Bruders Ferdinand (1806–1876) den Fürstentitel.
Im Jahr 1905 wurde vor dem Schloss Lich eine Statue des Fürsten enthüllt.

## Schriften
- Deutschland und die Repräsentativ-Verfassungen. Heyer, Giessen 1838 (Digitalisat)
- Geschichtliche Anmerkungen. Berlin 1848
- Zehn Gespräche über Philosophie und Religion. Perthes, Hamburg und Gotha 1850
- Reformirte Erklärung über das Abendmahl. Heinemann, Giessen 1858
- Grundzüge christlicher Dogmatik für Reformirte. Heinemann, Gießen 1859
- Uebersicht theologischer Spekulation nach Richard Wittenberg. Koelling, 1872